# Ulica Jakuba w Krakowie
Ulica Jakuba – ulica w Krakowie, w dzielnicy I Stare Miasto, na Kazimierzu, w części dawnego "Miasta Żydowskiego" (Oppidum Iudaeorum), będąca jego zachodnią granicą (najpóźniej od 1533). W 1608 roku włączona w obręb Oppidum Iudaeorum. W 1785 roku była nazywana Małym Placem, a w XIX wieku jako ulica Kierków. Aktualna nazwa była pierwotnie odnoszona do nieistniejącego dziś odcinka między ul. Józefa i ul. św. Wawrzyńca, a dopiero od 1878 cała ulica nazywana jest ulicą Jakuba. Nazwa odnosi się bądź do Jakuba biblijnego, bądź do Izaaka Jakubowicza – fundatora synagogi. Przy ulicy znajdują się kamienice z XIX i XX wieku. 
W murze przy ulicy Jakuba znajduje się jedyna zachowana do dziś brama prowadząca do dawnego miasta żydowskiego na Kazimierzu.

## Zabudowa
- ul. Jakuba 3 (ul. Warszauera 7) – kamienica, XX wiek.
- ul. Jakuba 11 – kamienica, proj. Adam Dębski, 1897.
- ul. Jakuba 29 – kamienica, XIX wiek.
- ul. Jakuba 31 – kamienica, XIX wiek.